# Озерно-Кузнецово
Озе́рно-Кузнецо́во (рос. Озёрно-Кузнецово) — село у складі Угловського району Алтайського краю, Росія. Адміністративний центр Озерно-Кузнецовської сільської ради.

## Населення
Населення — 1270 осіб (2010; 1355 у 2002).
Національний склад (станом на 2002 рік):
- росіяни — 93 %